# Karl Friedrich Wilhelm Wallroth
Karl Friedrich Wilhelm Wallroth, född 13 mars 1792 i Breitenstein, Harz, död 22 mars 1857 i Nordhausen, var en tysk läkare och botaniker. 
Wallroth var läkare i Nordhausen, men bedrev flitigt botanisk forskning, dels inom floristiken, dels över lavarna, vilkas byggnad han med framgång undersökte, medan han i lavsystematiken sökte förringa svensken Erik Acharius berömda arbeten. 
Auktorsnamnet Wallr. kan användas för Karl Friedrich Wilhelm Wallroth i samband med ett vetenskapligt namn inom botaniken; se Wikipediaartiklar som länkar till auktorsnamnet.